# Richard Møller-Nielsen
Richard Møller Nielsen (19 tháng 8 năm 1937 – 13 tháng 2 năm 2014), là một cố cầu thủ và huấn luyện viên người Đan Mạch. Ông được biết đến nhiều nhất với tư cách là huấn luyện viên trưởng Đội tuyển bóng đá quốc gia Đan Mạch vô địch UEFA Euro 1992. Năm 1995, ông được phong tặng tước hiệp sĩ của vương quốc Đan Mạch. Ông cũng đã từng huấn luyện cho đội tuyển Phần Lan và đội tuyển Israel, Kolding FC, câu lạc bộ hạng 2 ở Đan Mạch là câu lạc bộ cuối cùng ông huấn luyện cho đến khi kết thúc sự nghiệp của mình năm 2003. Nielsen qua đời vào ngày 13 tháng 2 năm 2014 sau khi cắt bỏ khối u não không thành công vào tháng 9 năm 2013.

## Danh hiệu huấn luyện

### Câu lạc bộ
Odense BK
- Danish Football Championship 1977, 1982[4]
- Danish Cup 1983

### Quốc tế

#### Đan Mạch
- Giải vô địch bóng đá châu Âu 1992
- Cúp Liên đoàn các châu lục 1995